# Cascades Tarawera
Les cascades Tarawera són unes cascades de 35 m d'altura que pertanyen al riu Tarawera, a la badia de Plenty, a l'Illa del Nord de Nova Zelanda.
El riu Tarawera flueix des del llac Tarawera, a través d'un flux de lava riolítica que va erupcionar de Mont Tarawera fa uns 11.000 anys. El riu desapareix al voltant de 30 metres de la part superior del cingle, a les coves de lava inundades, i surt a mig camí del cingle, al costat més alt del flux d'aigua.
Després de la pluja, part del flux passa per sobre de la part superior del cingle, formant una caiguda de 65 m d'altura.
L'accés a les cascades es realitza des de la ciutat de Kawerau i és un recorregut de prop de 45 minuts per carreteres no asfaltades, seguit d'un recorregut a peu d'uns 20 minuts. Cal un permís d'accés forestal, disponible des del Centre d'Informació de Kawerau.

## Història maorí
Les tribus maorís Te Arawa i Ngāti Awa tenen tradicions associades amb aquest lloc. Els Ngāti Rangitihi, un dels vuit grups tribals de Te Arawa, són els guardians actuals de la zona i consideren que el lloc de les cascades és un lloc sagrat.

## Fauna i flora
La vegetació a la zona només s'ha desenvolupat des de l'erupció del mont Tarawera de 1886, i conté un rang poc freqüent d'híbrids entre pohutukawa (Metrosideros excelsa) i rātā del nord (Metrosideros robusta).
Les anguiles que migren neden fins a les cascades i, de vegades, es poden veure al costat més baix de les cascades buscant un camí més nedar més riu amunt.